# Prêmio Webby
 O Prêmio Webby é um prêmio de excelência na Internet concedido anualmente pela Academia Internacional de Artes e Ciências Digitais, um órgão composto por mais de dois mil especialistas do setor e inovadores em tecnologia. As categorias incluem sítios, publicidade e mídia, filmes e vídeos on-line, sites e aplicativos para dispositivos móveis e redes sociais.
Dois vencedores são selecionados em cada categoria, um por membros da Academia Internacional de Artes e Ciências Digitais e um pelo público que votou durante a votação do Webby People's Voice. Cada vencedor apresenta um discurso de aceitação de cinco palavras, uma marca registrada da premiação anual.
Aclamado como "a maior honra do Internet," é um dos prêmios mais antigos orientada a Internet, e está associada com a frase "Os Óscares da Internet."

## História

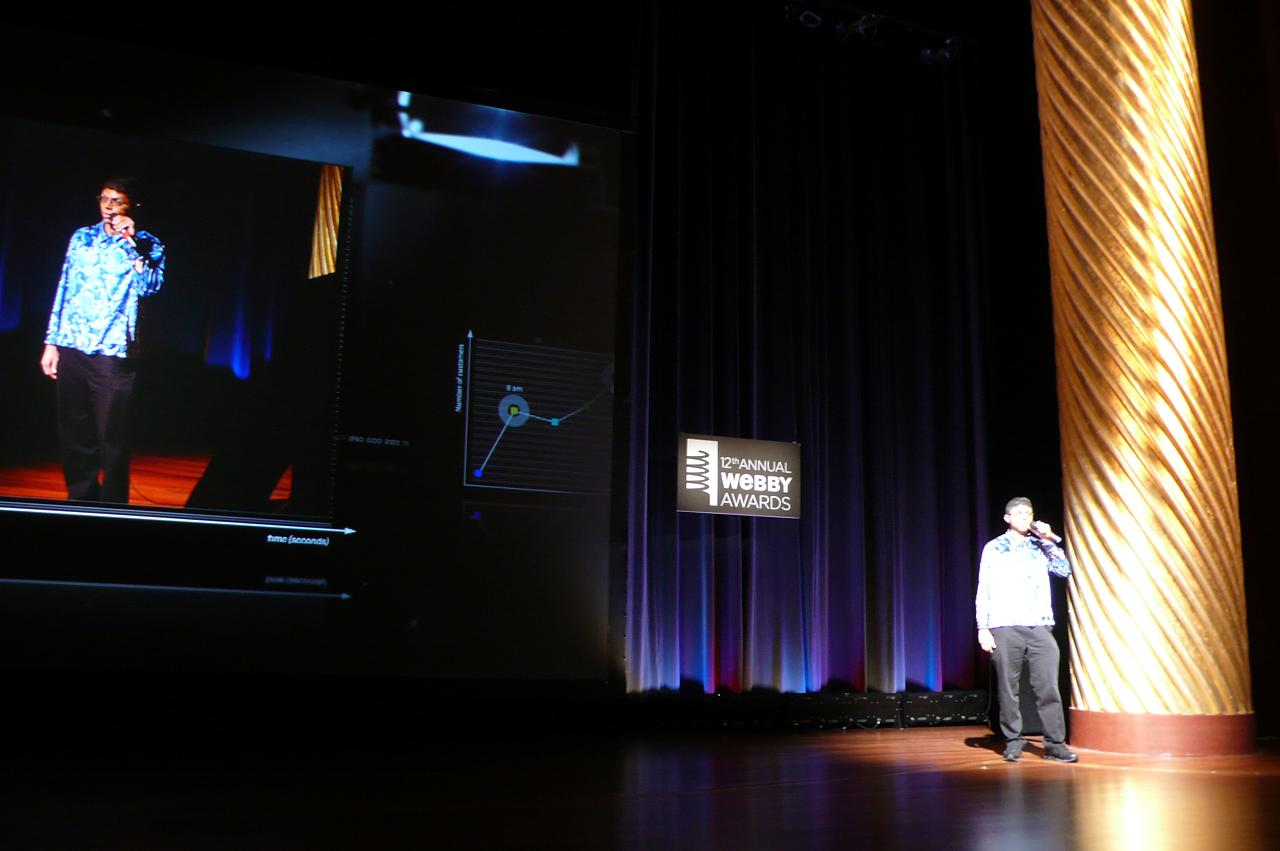
Prêmios Webby de 2008

Os Prêmios Webby começaram em 1996, patrocinados pela Academy of Web Design and Cool Site of the Day. O primeiro Prêmio Webby foi produzido por Kay Dangaard no Hollywood Roosevelt Hotel como um aceno ao primeiro site da Academia de Artes e Ciências Cinematográficas (Oscars). Naquele primeiro ano, eles foram chamados de prêmios "Webbie". O primeiro vencedor do "Site of the Year" foi o pioneiro webisodic serial The Spot.
Os Webby Awards de hoje foram fundados por Tiffany Shlain quando ela foi contratada pela The Web Magazine para restabelecê-los. O evento foi realizado em São Francisco de 1996 a 2004 e rapidamente se tornou conhecido por seus "5 palestrantes de aceitação de palavras". Após o primeiro ano, os prêmios foram mais bem-sucedidos do que a revista e a IDG fechou a publicação. Shlain continuou a executar o The Webby Awards com a ajuda de Maya Draisin até 2004.
A Academia Internacional de Artes e Ciências Digitais, que seleciona os vencedores do The Webby Awards, foi criada em 1998 pelos cofundadores Tiffany Shlain, Spencer Ante e Maya Draisin. Os membros da Academia incluem Kevin Spacey, Grimes, Questlove, inventor da Internet Vint Cerf, Eva Chen, a parceira de moda do Instagram, o comediante Jimmy Kimmel, o fundador do Twitter Biz Stone, o co-fundador e CEO da Shane Media, David do Tumblr Karp, diretor da Harvard Berkman Klein Center for Internet &amp; Society Susan P. Crawford, Refinery29 Diretor Executivo de Criação Piera Gelardi ‘s, e CEO e cofundador da Verruma de mídia Alex Blumberg.
O Webby Awards pertence e é operado pelo Webby Media Group, uma divisão da Recognition Media, que também é proprietária e produz os Lovie Awards na Europa e Netted by the Webbys, uma publicação diária por e-mail lançada em 2009. David-Michel Davies, CEO do Webby Media Group, atual diretor executivo do Webby Awards e co-fundador da Internet Week New York, foi nomeado diretor executivo do Webby Awards em 2005.
Em 2009, o 13.º Annual Webby Awards recebeu quase dez mil inscrições de todos os 50 estados e mais de 60 países. Nesse mesmo ano, mais de 500.000 votos foram lançados no The Webby People's Voice Awards. Em 2012, o 16.º prêmio Anual Webby recebeu 1,5 milhão de votos de mais de 200 países pelos prêmios People's Voice. Em 2015, o 19º Annual Webby Awards recebeu quase 13.000 inscrições de todos os 50 estados dos EUA e mais de 60 países em todo o mundo.

## Processo de nomeação
Durante a fase de Call for Entries [chamada para nomeações], cada inscrição é avaliada por membros associados da Academia Internacional de Artes e Ciências Digitais. As inscrições que receberem as notas mais altas durante esta primeira rodada de votação estão incluídas nas listas restritas específicas da categoria e posteriormente avaliadas pelos membros executivos da Academia.
Os membros da Academia Executiva com especialidade específica da categoria avaliam as inscrições finalistas com base nos critérios adequados de Website, Publicidade e Mídia, Filme e Vídeo On-line, Sites e Aplicativos para dispositivos móveis e categoria Social e votam para determinar os Webby Honorees, Nominees e Webby Winners. A Deloitte fornece consultoria de tabulação de votos para o Webby Awards.
Além do prêmio concedido em cada categoria pela Academia Internacional de Artes e Ciências Digitais, outro vencedor é selecionado em cada categoria, conforme determinado pelo público em geral durante a votação da People's Voice. Os vencedores dos prêmios selecionados pela Academia e pela People's Voice são convidados para o Webbys.

## Prêmios concedidos
Os Webby Awards são apresentados em mais de cem categorias entre todos os quatro tipos de entradas. Um site pode ser inserido em várias categorias e receber vários prêmios.
Em cada categoria, dois prêmios são entregues: um Webby Award selecionado pela Academia Internacional de Artes e Ciências Digitais, e um People's Voice Award selecionado pelo público em geral.
Os vencedores anteriores incluem Amazon.com, eBay, Travel + Leisure, Simply Hired, Kayak.com, Yahoo! iTunes, Google, FedEx, BBC News, CNN, MSNBC, The New York Times, Annie Lennox, NPR, Revista Salon, Facebook, Meetup, Wikipedia, Deleted - The Game, Flickr, ESPN, Central de Comédia, PBS, The Office webisodes, SwiftKey, My Damn Channel, NASA, George Takei, Airbnb, The Onion, Kickstarter, Mashable, Zach Galifianakis, Justin Bieber, Rhett and Link e Humans of New York.
A cada ano, a Academia Internacional de Artes e Ciências Digitais também homenageia os indivíduos com o Webby Special Achievement Awards. Os últimos vencedores do Webby Special Achievement incluem Al Gore, Príncipe, David Bowie, Meg Whitman, Tim e Eric, Tim Berners-Lee, Lorne Michaels, Craig Newmark, Thomas Friedman, Stephen Colbert, Michel Gondry, os Beastie Boys, Kevin Spacey, Banksy., Lawrence Lessig, Van Jones, Gillian Anderson, Tituss Burgess, Ellie Kemper e Jerry Seinfeld.

## Cerimônia
Desde 2005, o The Webby Awards foi apresentado em Nova Iorque. O comediante Rob Corddry foi o anfitrião da cerimônia de 2005 a 2007. Seth Meyers do Saturday Night Live foi apresentado em 2008 e 2009, BJ Novak do The Office da NBC em 2010 e Lisa Kudrow em 2011.
O comediante, ator e escritor Patton Oswalt foi anfitrião de 2012 a 2014. O comediante Hannibal Buress será o anfitrião do 19º Prêmio Anual Webby.
Os Webbys são famosos por limitar os destinatários a discursos de cinco palavras, que muitas vezes são humorísticos, embora alguns excedam o limite. Em 2005, quando aceitou seu Lifetime Achievement Award, o discurso do ex-vice-presidente Al Gore foi "Por favor, não conte essa votação". Ele foi apresentado por Vint Cerf, que usou o mesmo formato para afirmar: "Todos inventamos a Internet". Em 2008, Stephen Colbert gritou: “Eu. Eu. Eu. Eu. Eu ”  ao aceitar o prêmio de Webby Person of the Year. Aceitando o prêmio de Melhor Blog Político em 2008, o discurso de Arianna Huffington foi “Presidente Obama ... Soa bem, certo? "
Outros discursos populares incluem "Alguém pode consertar meu computador?" (os Beastie Boys); "Tudo o que você pensa é verdade" (Prince); "Graças a Deus Conan foi promovido" (Jimmy Fallon), "Livre, aberto. . . Mantenha uma Web " (Sir Tim Berners Lee)," Caralho - Merda, Buzz Aldrin" (Jake Hurwitz), e "Holocausto. Isso aconteceu? Sim." (Sarah Silverman).
Em 2013, o criador do Graphics Interchange Format (GIF), Steve Wilhite, aceitou seu Webby e fez seu famoso discurso de cinco palavras: "É pronunciado 'Jif' e não 'Gif'".

## Crítica
Os Webbys têm sido criticados por suas políticas de pagamento para entrar e pagar para participar (os vencedores e indicados também têm que pagar para participar da cerimônia de premiação) e, portanto, por não levar em consideração a maioria dos sites antes de distribuir seus prêmios. A Gawker, sua coluna Valleywag, e outros, chamaram a premiação de fraude, com a Valleywag dizendo: "... em algum momento, os organizadores descobriram que essa farsa ridícula poderia ser extraída de lucro".
Em resposta, o diretor executivo da Webby Awards, David-Michel Davies, disse ao Wall Street Journal que as taxas de inscrição “fornecem o modelo melhor e mais sustentável para garantir que o nosso processo de julgamento permaneça consistente e rigoroso e não depende de patrocínios que podem flutuar a partir do ano”.
- Prêmios Shorty
- Prêmios Streamy